# Pareuchaetes cadaverosa
Pareuchaetes cadaverosa là một loài bướm đêm thuộc phân họ Arctiinae, họ Erebidae.